# يوهانس هوبنر
يوهانس هوبنر (بالألمانية: Johannes Hübner)‏ هو سياسي نمساوي، ولد في 7 أكتوبر 1956 بفيينا في النمسا. حزبياً، نشط في حزب الحرية النمساوي. وقد انتخب عضو المجلس الوطني للنمسا وقد انضم خلال فترته النيابية ‏ للكتلة البرلمانية Freedom Party Parliamentary Group ‏ وانتخب عضو المجلس الوطني للنمسا.